# The Last of Us
The Last of Us je akcijsko-pustolovska videoigra z elementi preživetvene grozljivke razvijalske skupine Naughty Dog, ki je izšla leta 2013 v založbi Sony Computer Entertainment za Sonyjevo igralno konzolo PlayStation 3 in leto kasneje še predelava za PlayStation 4.
V njej igralec v tretjeosebnem pogledu nadzoruje protagonista Joela, tihotapca, ki mora pospremiti najstnico Ellie prek postapokaliptične ameriške krajine. Svet je poln nasilnih kanibalov brez lastne volje zaradi globalnega izbruha okužbe z mutirano glivo. Proti njim in ostalim sovražnim ljudem se branita s strelnim in improviziranim orožjem ter skrivanjem.
Igra je bila težko pričakovana že po prvih najavah decembra 2011. Ob izidu je bila deležna pohval kritikov za pripoved, igranje, vizualno in zvočno podobo ter razvoj likov, označena je bila za eno najpomembnejših iger za sedmo generacijo konzol. Postala je tudi prodajna uspešnica s 17 milijoni prodanih izvodov do aprila 2018 in prejela več priznanj za igro leta od različnih igričarskih publikacij.
Kasneje je izšlo še več razširitev; The Last of Us: Left Behind doda enoigralsko kampanjo, v kateri imata glavno vlogo Ellie in njena prijateljica Riley. Leta 2020 je izšlo nadaljevanje, The Last of Us Part II, leta 2022 pa še predelava za PlayStation 5, naslovljena The Last of Us Part I. Okoli serije je nastala medijska franšiza, v sklopu katere je televizijska hiša HBO leta 2023 posnela istoimensko TV-serijo, v kateri sta protagonista zaigrala Pedro Pascal in Bella Ramsey.

## Igranje
The Last of Us je akcijsko-pustolovska igra, v kateri igralec s svojim likom v tretjeosebnem pogledu hodi po postapokaliptičnih okoljih, kot so naselja, gozdovi in kanalizacijski jaški, da bi napredoval v zgodbi. Uporablja lahko strelno orožje, razna improvizirana orožja ali se bojuje golorok oziroma skriva pred sovražniki. Ti so bodisi sovražni ljudje, bodisi zombijem podobna bitja, ki jih je okužil mutiran sev glive iz rodu glavatca (Cordyceps). Skozi večino igre nadzoruje Joela, ki mora pospremiti Ellie prek Združenih držav. Skozi zimsko poglavje nadzoruje tudi Ellie, in v uvodni sekvenci na kratko še Joelovo hčer Sarah.
V boju lahko ima na voljo strelna orožja, kot so razne puške in lok oziroma na manjših razdaljah pištolo ali kratkocevno puško. Uporabi lahko tudi začasna orožja za boj na blizu, kot so cevi in bejzbolski kiji, ali meče steklenice in zidake, da zamoti, omami ali poškoduje sovražnike. Orožja je možno nadgrajevati na delovnih pultih, kjer lahko igralec izdeluje tudi komplete za prvo pomoč, molotovke ipd. Življenjsko energijo obnavlja z nabiranjem hrane in uporabo kompletov za prvo pomoč. Umetna inteligenca omogoča sovražnikom, da uporabljajo kritje, pokličejo druge na pomoč in izkoriščajo ugodne situacije v boju. Igralčevi spremljevalci, kot je Ellie, pomagajo z metanjem raznih predmetov, opozarjanjem na nevidne sovražnike in neposrednim napadanjem.
Včasih je skrivanje boljša pot od spopada. Poslušalni način (Listen Mode) razkrije sovražnike, skrite za stenami ali predmeti, ki se jim lahko nato igralec približa za kritjem in pridobi taktično prednost tudi v boju. Med mirnejšimi deli se liki pogosto pogovarjajo. Igralec mora reševati tudi preproste uganke, kot je razporejanje plavajočih palet, da bi lahko Ellie, ki ne zna plavati, prečkala vodo, ali zlagati lestve in smetnjake, da bi dosegel višje predele. Ozadje zgodbe razkrivajo razni predmeti, kot so zapiski, zemljevidi in stripi, ki jih lahko igralec zbira in pregleduje v meniju z nahrbtnikom.

### Večigralstvo
V spletnem večigralskem načinu, imenovanem Factions, se spopade do osem igralcev v treh načinih, kjer se igralci razdelijo v dve ekipi. Točke za svojo ekipo zbirajo za označevanje in pobijanje članov sovražne ekipe, zdravljenje in oživljanje tovarišev, izdelovanje predmetov in odklep sovražnikovega sefa (slednje v enem od načinov). Sredi igre lahko porabijo te točke za nadgradnje orožij in oklepov.
Večigralski strežniki za PlayStation 3 so bili septembra 2019 ugasnjeni.